# スペダリンゴ祭壇画
『スペダリンゴ祭壇画』（スペダリンゴさいだんが、伊: Pala dello Spedalingo、英: Spedalingo Altarpiece）、または『オンニサンティ祭壇画』（オンニサンティさいだんが、英: Ognissanti Altarpiece）は、イタリア・マニエリスム期の画家ロッソ・フィオレンティーノが1518年に板上に油彩で制作した祭壇画である。フィレンツェのサンタ・マリア・ヌオーヴァ聖堂の付属病院の「スぺダリンゴ (病院長)」であったレオナルド・ブオーナフェーデにより委嘱され、1518年1月30日に契約がなされた。この委嘱は、前年に亡くなり、ブオーナフェーデに財産を遺贈したカタルーニャ人の未亡人フランチェスカ・デ・リポイ (Francesca de Ripoi) を讃えるためのもので、彼女が埋葬されていたオンニサンティ教会の洗礼者礼拝堂の祭壇上に設置するように意図されたものであった。作品は、フィレンツェのウフィツィ美術館に所蔵されている。

## 作品
この祭壇画は、中央に聖母マリアと幼子イエス・キリストを、左側に洗礼者ヨハネ (フィレンツェとオンニサンティ教会内礼拝堂の守護聖人) と大アントニウスを、右側に聖ステファノ (本来は、依頼者レオナルド・ブオーナフェーデと同名の聖レオナルドであった) と聖ヒエロニムスを描いている。深い陰影により暗く描かれた聖人たちの顔には、伝統的な祭壇画の人物たちを特徴づける澄明さというものがまったく欠如している。聖ヒエロニムスの人物像には、窪んだ腹部、突き出た胸骨、肋骨、鎖骨、骸骨のように細い首、腕、指などが見られ、15世紀以来トスカーナ地方の多くの画家たちの興味を引き始めた腐敗した肉体、皮膚を剥がれた肉体の研究との関連性を疑問の余地のなく明らかにしている。
依頼者のブオーナフェ―デは、完成する前のこの祭壇画を見て、聖人たちの描写のひどさに衝撃を受けた。『画家・彫刻家・建築家列伝』を表したマニエリスム期の画家・伝記作家のジョルジョ・ヴァザーリによれば、ブオーナフェーデは祭壇画をスケッチのようであるとみなし、聖人たちが「悪魔のように」みえる描写が気に入らなかった。ヴァザーリはまた、完成した祭壇画は未完成のものよりも柔和なものになっていただろうと述べている。これが原因かどうかはともかくとして、ブオーナフェーデとロッソの間で絵画の価格について裁判沙汰が起こり、画家のジュリアーノ・ブジャルディーニとフランチェスコ・グラナッチ (Francesco Granacci) が仲裁に入った記録がある。最終的に、祭壇画の聖レオナルドは聖ステファノに変更され、作品はグレッザーノ (Grezzano) にある聖ステファノ教会に送られた。なお、この作品の厳めしさは、画面下部中央の階段で『聖書』を読んでいる2人の天使によってやわらげられている。
画面の空間は密であり、聖人たちは悪魔的というより、諍いをしているようで、いささか精神異常のようにみえる。ここには、すでにロッソの後期の様式である形式化した人物のポーズ、衝撃的な主題の扱いが見て取れる。作品は盛期ルネサンスの理想である明澄な荘厳さを否定している。登場人物たちのほとんど地獄的ともいえる様相は、しばしば画家ロッソの非常に不幸な心理に関する仮説を生み出してきた。彼は自殺をしている。